# Montferrer i Castellbò
Montferrer i Castellbò (spanisch Montferrer-Castellbo) ist eine Gemeinde (municipi) mit 1.164 Einwohnern (Stand: 2024) in der Provinz Lleida in der Autonomen Region Katalonien. Zur Gemeinde gehören 27 Ortschaften, darunter Aravell, Bellestar, El Balcó del Pirineu, Montferrer de Segre, Sant Joan de l'Erm, Vilamitjana del Cantó, Vila-rubla und Les Anoves.

## Lage
Montferrer i Castellbò liegt in den Bergen der südlichen Pyrenäen in einer durchschnittlichen Höhe von ca. 730 m. Im Gemeindegebiet liegt der Großteil des Flughafens Andorra–La Seu d’Urgell.

## Bevölkerungsentwicklung
| Jahr      | 1970 | 1981 | 1990 | 2001 | 2011 | 2021 |
| Einwohner | 654  | 613  | 659  | 753  | 1083 | 1081 |

## Sehenswürdigkeiten
- zahlreiche Ruinen
- Reste der alten Burganlage von Castellbò
- Benediktinerkloster Santa Cecília de Elins
- Marienkirche von Castellbò
- Andreaskirche von Castellbò

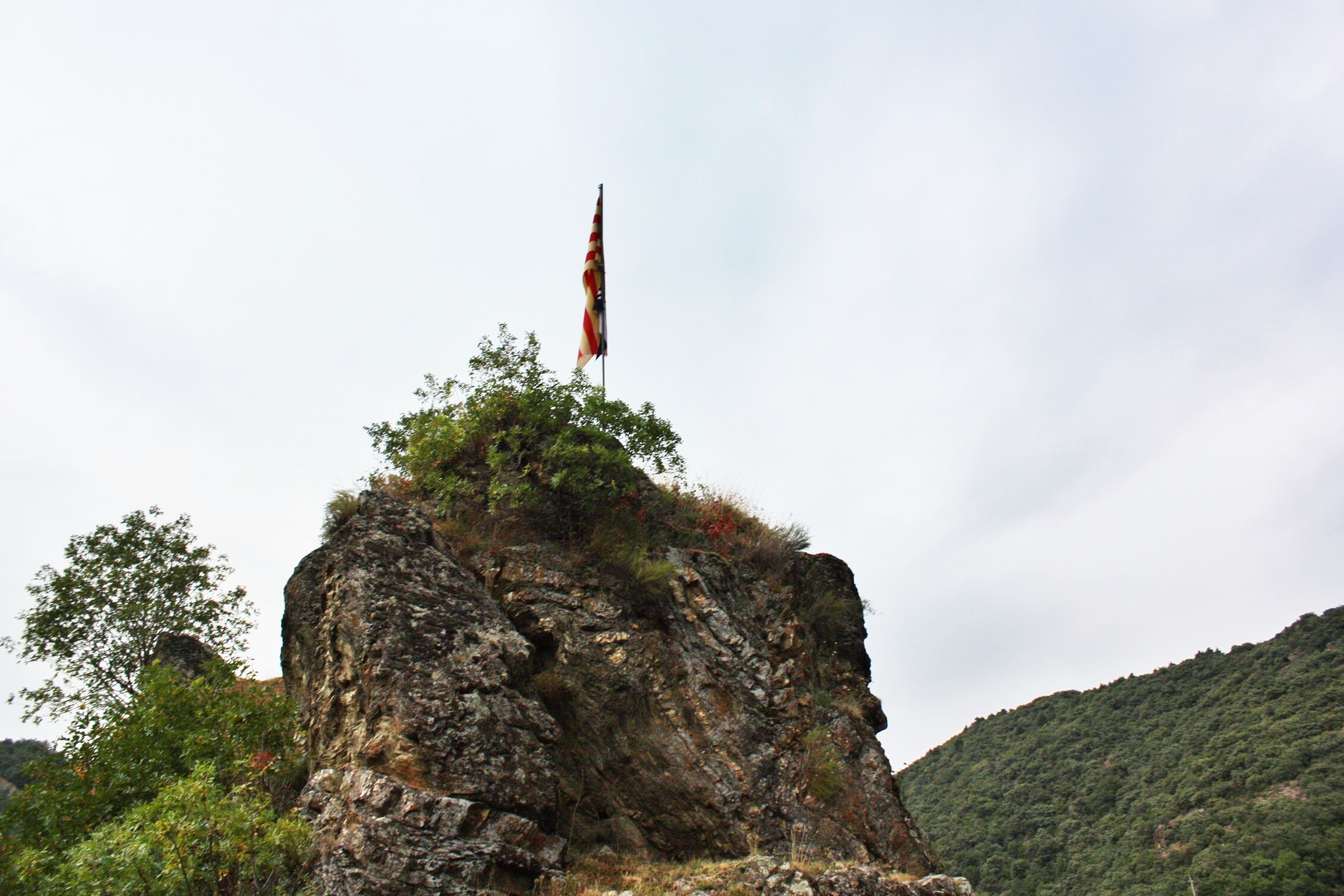
Reste der Burganlage von Castellbò
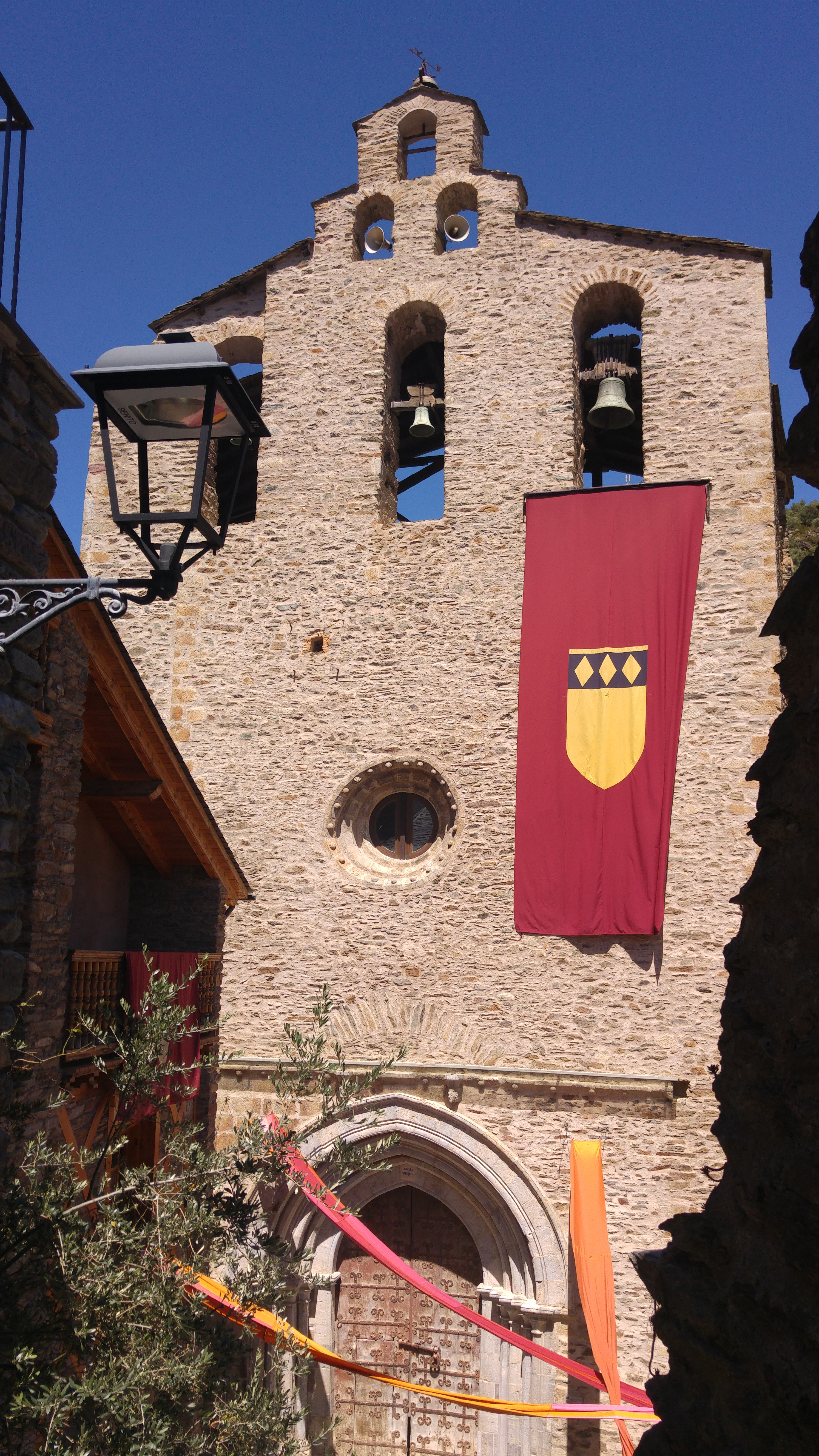
Marienkirche von Castellbò

## Persönlichkeiten
- Nemesi Marqués Oste (* 1935), früherer Repräsentant des bischöflichen Kofürsten von Andorra